# Indigofera pellucida
Indigofera pellucida är en ärtväxtart som beskrevs av Jan Bevington Gillett och Mats Thulin. Indigofera pellucida ingår i släktet indigosläktet, och familjen ärtväxter. Inga underarter finns listade i Catalogue of Life.